# Vichyssoise
Vichyssoise (výslovnost [višisuáz]) je krémová polévka z brambor a pórku. Původ receptu je sporný – nejčastěji je za jeho autora považován Louis Diat, šéfkuchař newyorského hotelu Ritz-Carlton, který jej podle vlastního vyjádření vyvinul v roce 1917, inspirován tradiční kuchyní rodného regionu Auvergne, a pojmenoval podle města Vichy.
Polévka se připravuje z pórku (obvykle se používá pouze bílá část) a cibule, které se orestují na másle a zalijí kuřecím nebo zeleninovým vývarem, přidají se nakrájené brambory a vše se povaří asi půl hodiny. Polévka se ochutí muškátovým oříškem, solí a bílým pepřem a spolu se smetanou se rozmíchá dohladka, nejčastěji pomocí tyčového mixéru. Hotový pokrm se zpravidla podává vychlazený a posypaný čerstvou pažitkou, ale v zimních měsících se může jíst i teplý. Obvyklou přílohou je bageta. V USA se prodává také hotová polévka v konzervách.